# 15e corps d'armée (1870-1871)
Pour les articles homonymes, voir 15e corps d'armée.
Pour le corps créé en 1873, voir 15e corps d'armée (France).
Le 15e corps d'armée est une unité de l'Armée française active lors de la guerre franco-allemande de 1870. Il est mis sur pied à Tours par le vice-amiral Fourichon, délégué au ministère de la marine et à celui de la guerre par intérim.

## Création et différentes dénominations
- 16 septembre 1870 :15e Corps d'Armée à Tours (1re division à Nevers, 2e à Bourges et 3e à Vierzon)
- février 1871 : dissous

## Les chefs du15ecorpsd'armée
- 15 septembre 1870 : général de La Motte-Rouge[1] ;
- 11 octobre 1870 (effectif 13 octobre 1870) - 14 novembre 1870 : général d'Aurelle de Paladines[1] ;
- 16 novembre 1870 : général Martin des Pallières[1] ;
- 11 décembre 1870 : général de Colomb[1] ;
- 21 décembre 1870 : général Martineau des Chenez[1] ;
- janvier 1871 : général Peitavin[2].

## Composition
Sauf précision, la composition concerne la fin octobre 1870
- 1re division d'infanterie[1]
  - 1re Brigade :
    - 4e bataillon de chasseurs de marche (en septembre : 8e compagnies des 8e et 19e bataillons de chasseurs[4])
    - 38e régiment d'infanterie de ligne
    - 1er zouaves de marche
    - 12e régiment de mobiles de la Nièvre[5]
    - Bataillon d'infanterie de marine (jusqu'à décembre 1870)

  - 2e Brigade :
    - 8e compagnie du 4e bataillon de chasseurs (septembre)[5]
    - 1er régiment de tirailleurs de marche : deux bataillons de tirailleurs algériens[5],[6]
    - 29e régiment de marche (jusqu'à décembre 1870)
    - 18e régiment de mobiles de la Charente[5],[6]
    - Bataillon de mobiles de la Savoie (à partir de janvier 1871[6])

  - Artillerie :
    - Trois batteries de 4, une de mitrailleuses et une de montagne (de 4)

  - Génie : une section

- 2e division d'infanterie[7]
  - 1re Brigade :
    - 5e bataillon de chasseurs de marche (en septembre : 8e compagnies des 3e et 9e bataillons de chasseurs[5])
    - 39e régiment d'infanterie de ligne (à partir d'octobre[4])
    - Deux bataillons du régiment étranger
    - 25e régiment de mobiles de la Gironde[5]

  - 2e Brigade :
  - 8e compagnie du 16e bataillon de chasseurs (septembre[5])
    - 2e zouaves de marche
    - 30e régiment de marche
    - 29e régiment de mobiles de Maine-et-Loire[5]

  - Artillerie :
    - Deux batteries de 4 et une de mitrailleuses

  - Génie : une section

- 3e division d'infanterie sous le commandement du général Peytavin[7],[8]
  - 1re Brigade sous le commandement du colonel Antoine Victor Jacob de La Cottière :
    - 8e compagnie du 6e bataillon de chasseurs alpins (septembre[5])
    - 6e bataillon de marche de chasseurs à pied (d'octobre à décembre)
    - 3e bataillon de marche de chasseurs à pied (à partir de janvier 1871[9])
    - 16e régiment d'infanterie de ligne  (à partir d'octobre[4])
    - 33e régiment de marche
    - 32e régiment de mobiles du Puy-de-Dôme[5]

- - 2e brigade (quitte le 15e corps le 3 octobre[5]) :
    - 8e compagnie du 12e bataillon de chasseurs
    - 8e compagnie du  14e bataillon de chasseurs
    - 3e régiment de marche de zouaves
    - 32e régiment de marche
    - 34e régiment de mobiles des Deux-Sèvres

- - 2e brigade sous le commandement du général Martinez  (à partir d'octobre[5]) :
    - 27e régiment de marche
    - 34e régiment de marche (à partir de fin octobre)
    - 8e régiment de mobiles de Charente-Inférieure (début octobre[5])
    - 69e régiment de mobiles de l'Ariège (à partir de fin octobre[7],[9])
    - 1er bataillon de mobilisés du Gard[9]

  - Artillerie :
    - Deux batteries de 4, une de mitrailleuses et une de montagne (de 4)

  - Génie : une section

- Division de cavalerie[7]
  - 1re Brigade :
    - 6e régiment de dragons
    - 6e régiment de hussards

  - 2e Brigade :
    - 9e régiment de cuirassiers
    - 1er régiment de cuirassiers de marche

  - Artillerie :
    - Trois batteries à cheval

  - Brigade de cavalerie Michel puis de Boério :
    - 2e régiment de lanciers
    - 5e régiment de lanciers
    - 3e régiment de dragons de marche

  - Brigade de cavalerie de Nansouty puis d'Astugue :
    - 11e régiment de chasseurs
    - 1er régiment de chasseurs de marche

- Artillerie de réserve[10]
  -     - Huit batteries de 8, une de mitrailleuses (à 8 pièces) et deux batteries de 4 à cheval (à 4 pièces)

- Divers corps francs et divisions de marche[10]

## Historique
- Armée de la Loire
  - Bataille d'Orléans (1870)
  - Bataille de Loigny-Lumeau-Poupry
- Armée de l'Est